# Michel Clos
Michel Clos (né le 12 février 1934 à Saint-Lô, mort le 19 février 2015) est un artiste peintre de la Manche,.

## Biographie
Il passe sa jeunesse à Granville, et suit ses études à l'Institut d'Avranches. Diplômé de l'école des beaux-arts de Rennes, il enseigne à partir de 1959 les arts plastiques à l'Institut Saint-Lô où il crée une section « Beaux-Arts » en 1964.
Il ouvre son atelier d’art « La Poulinière » à Saint-Lô en 1970. Plus de 300 élèves sont passés par cet atelier. Il fonde dans cette ville la « Foire aux croûtes » à Saint-Lô avec le Rotary Club et Jean Potier, en 1985. Il est fait chevalier de l'ordre des Palmes académiques et des Arts et Lettres en 1989.
Il publie ses poèmes et images dans À mots découverts en 1987, et des poèmes et croquis de carnets de voyage dans Mes Déchirures dix ans plus tard.

## Sources et références

### Sources
- Site Art Culture France et Œuvres de l'artiste
- Œuvres de l’artiste sur ArtActif
- Article de La Manche Libre, 27 octobre 2011
- Article de Ouest France
- Notices d'autorité :   - VIAF
  - ISNI
  - BnF (données)
  - IdRef